# مؤتمر إيران بعد الانتخابات
كان مؤتمر إيران بعد الانتخابات مؤتمرًا اجتماعيًا وثقافيًا استمر لمدة ثلاثة أيام، كان محور المؤتمر هو الإصلاح في إيران ونظمته مؤسسة هنريك بول وعقد في برلين في السابع والثامن من إبريل من عام 2000. ولم يكن المؤتمر مميزًا في أحداثه مثلما كانت التوترات التي سببها معارضو النظام الإيراني المنفيون، ومثلما كانت عقوبات السجن طويلة المدة التي حكم بها على العديد ممن شاركوا في المؤتمر بعد عودتهم إلى إيران.

## المؤتمر
لقد عقد المؤتمر في أعقاب الفوز الساحق الذي حققه المرشحون الإصلاحيون في انتخابات المجلس في فبراير 2000، ونظمت المؤتمر منظمة هنريك بول، «منظمة ثقافية ألمانية مستقلة ترتبط ارتباطًا وثيقًا بـ حزب الخضر الألماني.» لم يشارك في المؤتمر «المفكرون الإصلاحيون» من إيران فقط، بل شارك فيه أيضًا «النشطاء الإيرانيون المبعدون والمنفيون.» ولكن لسوء الحظ، لم يدرك المنظمون الهوة السياسية الكبيرة بين المنفيين والإصلاحيين الإيرانيين المحافظين بدرجة أكبر.
وفي اليوم الثاني من المؤتمر، اقتحم مئات من الإيرانيين المنفيين Haus Der Kulturen Der Welt (مركز الثقافات العالمية) «ونظموا مظاهرات مناهضة لكل من المشاركين في المؤتمر والموقف السياسي في إيران.»  ومنعت الصيحات، مثل «الهلاك للجمهورية الإسلامية» و«عودوا من حيث أتيتم يا مرتزقة»، المشاركين من الحديث، بينما وفقًا لوكالة إيران برس سيرفس الإخبارية، «ظهرت فتاة على المنصة الرئيسية وتجردت من ملابسها ولم تبق سوى غطاء رأسها الإسلامي، ثم صعد رجل على كرسي وتجرد من ملابسه تمامًا عارضًا صورًا للزعماء الدينيين في النظام»  لصالح مشاهدي التلفاز في إيران حيث كان المؤتمر مذاعًا على التلفاز. وقدمت شبكة بي بي سي أيضًا تقريرًا عن المتظاهرين «وتضمن التقرير الرجل الذي يخلع ملابسة وامرأة ترقص بذراعين عاريين.»
استشاطت العناصر المتشددة في إيران غضبًا من إذاعة المظاهرات، وبعد المؤتمر تم إلقاء القبض على «عشرة على الأقل» من الإيرانيين الذين شاركوا فيه وحكم عليهم بالسجن لعدة سنوات عقب عودتهم إلى إيران بتهم مثل «إهانة القائد السابق للجمهورية الإسلامية الإيرانية آية الله الخميني، ونشر دعايا مناهضة للنظام الإسلامي.»

## نتائج المؤتمر

### أحكام بالسجن للمشاركين
كان من بين المحكوم عليهم:
- سعيد صدر، مترجم في السفارة الألمانية اتهم أصلاً «بمحاربة الله» (محاربة)، وهي جريمة عظمى في إيران [6] عقوبتها الإعدام. ولكن حكم عليه في النهاية بالسجن لمدة 10 سنوات.

وحكم على *خليل رستم خاني، وهو صحفي في ديلي نيوز وإيران إيكو ومدير لشركة ترجمة، بالسجن لمدة تسع سنوات. ولقد مثل أمام المحكمة الثورية في طهران يوم 9 نوفمبر 2000. وطالب المدعي العام بالحكم عليه بالإعدام واتهمه بأنه «محارب» (محارب لله)، وبأنه «استلم ووزع منشورات وأخبارًا صحفية من جماعات معارضة تعمل في الخارج وبأنه شارك في تنظيم مؤتمر برلين بما يشكل خطرًا على أمن البلاد.» وكان رستم خاني قد ساعد في تنظيم المؤتمر ولم يشارك فيه.
- عزت الله سحابي، محرر لجريدة إيران فاردا «إيران الغد» المحظورة الآن. حكمت عليه المحكمة الثورية الإسلامية في طهران يوم 13 يناير 2001 بالسجن لمدة أربع سنوات ونصف.[10]
- على أفشاري، قائد طلابي شهير، حكم عليه بالسجن لمدة خمس سنوات. بعد إطلاق سراحه من السجن بكفالة عام 2002، قدم علي أفشاري اعتذارًا علنيًا «للشعب الإيراني» لاعترافه «كذبًا بمؤامرته للإطاحة بالجمهورية الإسلامية الإيرانية والادعاءات الأخرى» ولعدم قدرته على تحمل التعذيب الذي استخدم معه لإجباره على الاعتراف.
- مهرانكيز كار محامية حكم عليها بالسجن أربع سنوات بتهمة «العمل ضد الأمن القومي بالمشاركة في مؤتمر برلين وبنشر دعايا مناهضة للجمهورية الإسلامية الإيرانية.»
- شهلا لاهيجي ناشرة حكم عليها بالسجن أربع سنوات بتهمة «العمل ضد الأمن القومي بالمشاركة في مؤتمر برلين وبنشر دعايا مناهضة للجمهورية الإسلامية الإيرانية.»
- أكبر كنجي، أحد الثوريين الإسلاميين المشهورين والذي تحول إلى صحفي استقصائي ومحرر في جريدة الفتح (النصر)، حكم عليه بالسجن لمدة عشر سنوات تليها خمس سنوات نفي خارج البلاد (خفضت العقوبة لاحقًا لتصبح 6 سنوات سجن وإلغاء حكم النفي) وذلك بتهمة "الاستيلاء على مستندات سرية من وزارة الثقافة والإرشاد الإسلامي وإهانة القائد السابق للجمهورية الإسلامية الإيرانية، آية الله الخميني، ونشر دعايا مناهضة للنظام الإسلامي.” وتميزت فترة سجنه بالإضراب عن الطعام وعرض آثار التعذيب في عرض مأساوي أمام المحكمة.[11]
- شهلا شركت، مؤسسة وناشرة مجلة زنان (المرأة)، حكم عليها بالسجن لمدة أربعة أشهر وغرامة قدرها مليونا تومان.[12]
- حسنيوسفي أشكوري، عالم دين وصحفي في جريدة «نشأت» و«إيران إيه فاردا»، أودع السجن فور عودته في شهر أغسطس وحوكم أمام محكمة خاصة لرجال الدين في شهر أكتوبر. ولقد كان متهمًا أصلاً بالإلحاد، وهي جريمة عظمى ولكن حكم عليه بسبع سنوات وأشغال شاقة أربع سنوات.[13]

### الاعتراض على الأحكام
أعرب وزير الخارجية الألماني يوشكا فيشر عن «قلقه العميق» إزاء تلك الأحكام للسفير الإيراني. ونظمت جماعات حقوق الإنسان حملات ضد تلك الأحكام.
يعتقد أن تلك الأحكام تعد جزءًا من أسلوب فرض قيود مناهضة لحرية التعبير والذي يتبعه المتشددون ضد الإصلاحيين. ففي "إبريل من عام 2000 تم إغلاق ما يقرب من 20 صحيفة
بموجب حكم من محكمة الصحافة. كما حكم بالسجن على صحفيين آخرين من بينهم ماشاء الله
شامسولودين وعماد الدين باقي والناشر حجة الإسلام عبد الله نوري
فيما يتعلق بمقالات صحفية قاموا بنشرها.”

### انتقادات موجهة للمؤتمر
أدان القضاء الإيراني، الذي يوصف دائمًا بأنه يسيطر عليه «المحافظون» المعادون للإصلاحيين، المؤتمر باعتبار «أن من قام بتنظيمه هم الصهاينة الذين يديرون حزب الخضر الألماني الذي يتبعه معهد هنريك بول» الذي قام بتنظيم المؤتمر. ولكن من حضروا المؤتمر والسجين السياسي أكبر كنجي شككوا في هذا الاتهام، مشيرين إلى أن الإيرانيين لم يكونوا ليذهبوا لهذا المؤتمر دون الحصول على تصريح من السلطات، وأن السلطات نفسها قد استقبلت زعيم حزب الخضر السيد يوشكا فيشر وزير الخارجية والذي تدعي السلطات أن الصهاينة هم من يديرونه.

إذا كانت 
وزارة المخابرات والقضاء والسلطات على علم بأن المنظمين كانوا صهاينة وتركتنا نذهب إلى برلين لحضور الاجتماع، فإنهم بذلك قد شجعونا على ارتكاب تلك الجريمة
وهنا نسأل لماذا
يحق للمسؤولين أن يتحدثوا مع الصهاينة بينما لا يمكن للمواطن العادي أن يفعل ذلك؟ كيف يمكن أن يتبادل علماؤنا ومفكرونا ورياضيونا العلاقات مع الأمريكيين الذين لا تربطنا بهم علاقة بينما لا يمكنهم فعل ذلك مع نظرائهم الألمانيين؟
وصف آخرون أكثر تعاطفًا مع الحركة الإصلاحية، مثل وكالة إيران بريس سيرفيس، المؤتمر بأنه «كان فكرة جيدة لم تحقق النتائج المرجوة منها.» واشتكت الوكالة
من أن منظمي المؤتمر ثوماس هارتمان ومهدي جعفري جورنيزي وباهمان نوروماند «لم يدركوا مقدار تلك المهمة وأهميتها وتعقيداتها» وأنهم كانوا يفتقرون إلى «أية خبرة أو مهارة للقيام بأداء دبلوماسي بالغ الحساسية والدقة.»
كان الزائرون الإيرانيون «مذهولين ذهولاً واضحًا» من عدم الاحترام المخالف للإسلام ووقاحة المتظاهرين، بينما شعر المغتربون «بصدمة من انخفاض مستوى المعرفة العامة وعدم حنكة وانخفاض مستوى تعليم» الزائرين الإيرانيين، مثل نائبة البرلمان المنتخبة حديثًا السيدة جميلة قدوير.

## وصلات خارجية
- Berlin conference video
- BERLIN CONFERENCE OF IRAN AFTER ELECTIONS ENDED IN CHAOS نسخة محفوظة 3 مارس 2016 على موقع واي باك مشين.